# ولیکی ایزور
ولیکی ایزور (به لاتین: Veliki Izvor}} یک منطقهٔ مسکونی در صربستان است که در زایچار واقع شده‌است.

## خصوصیات
ولیکی ایزور ۲٬۶۸۴ نفر جمعیت دارد.